# Alma Pöysti
Alma Ilona Pöysti (nacida el 16 de marzo de 1981) es una actriz finlandesa. Es hija del director Erik Pöysti y nieta de los actores finlandeses Lasse Pöysti y Birgitta Ulfsson. Pöysti también vivió y trabajó en Suecia.
En 2023 fue nominada al Globo de Oro a la Mejor Actriz - Comedia Cinematográfica o Musical por Fallen Leaves.

## Biografía
Pöysti estudió en la Universidad de las Artes de Helsinki de 2003 a 2007, luego trabajó en el Teatro Sueco y en el Teatro Nacional de Finlandia.

## Filmografía

### Largometrajes
- Naked Harbour (2011)
- Moomins on the Riviera (2014)
- Tsamo (2015)
- Flowers of Evil (2016)
- Tove (2020)
- Four Little Adults (2023)
- Fallen Leaves (2023)
- A Day and a Half (2023)

## Premios y nominaciones
| Año  | Título         | Premio                                            | Categoría    | Resultado | Ref.  |
| ---- | -------------- | ------------------------------------------------- | ------------ | --------- | ----- |
| 2024 | Hojas de otoño | Premios de la Sociedad Internacional de Cinéfilos | Mejor actriz | Nominada  | [ 5 ] |